# Light After Dark
Light After Dark è l'album di debutto della cantante inglese Clare Maguire, pubblicato il 24 febbraio 2011 in Irlanda e il 28 febbraio in Regno Unito dall'etichetta discografica Polydor. L'edizione standard contiene tredici tracce; l'edizione di iTunes include altre due tracce, Lucky e Burn.
Prima della pubblicazione dell'album sono stati estratti due singoli. Il primo, Ain't Nobody, è stato pubblicato ad ottobre 2010 ed è arrivato alla settantottesima posizione della classifica britannica. The Last Dance, pubblicato la settimana prima della messa in commercio di Light After Dark, ha raggiunto la ventitreesima.

## Tracce
1. Are You Ready? (Intro) (Clare Maguire, Fraser T. Smith) - 0:57
2. The Shield and the Sword (Clare Maguire, Fraser T. Smith) - 3:32
3. The Last Dance (Clare Maguire, Fraser T. Smith) - 3:34
4. Freedom (Crada, Parallel Music Group) - 3:21
5. I Surrender (Clare Maguire, Fraser T. Smith) - 3:45
6. Bullet (Clare Maguire, Fraser T. Smith) - 3:28
7. Happiest Pretenders (Clare Maguire, Fraser T. Smith) - 3:56
8. Sweet Lie (Clare Maguire, Fraser T. Smith) - 3:56
9. Break These Chains (Clare Maguire, Fraser T. Smith) - 3:54
10. You're Electric (Clare Maguire, Fraser T. Smith) - 3:57
11. Ain't Nobody (Clare Maguire, Fraser T. Smith) - 3:56
12. Light After Dark (Clare Maguire, Fraser T. Smith) - 3:58
13. This Is Not The End (Clare Maguire, Fraser T. Smith) - 3:21

Tracce bonus (iTunes)
1. Lucky (Clare Maguire, Fraser T. Smith) - 3:34
2. Burn (Clare Maguire, Fraser T. Smith, Flory) - 3:14

## Classifiche
| Classifica (2011) | Posizione massima |
| ----------------- | ----------------- |
| Belgio (Vallonia) | 64                |
| Irlanda           | 34                |
| Regno Unito       | 7                 |